# Literaire inquisitie
Literaire inquisitie (Chinees: 文字獄 wénzìyù, opsluiting vanwege iets wat men geschreven heeft) verwijst naar het vervolgen en opsluiten van intellectuelen door de overheid ten tijde van het Chinese keizerrijk. Literaire inquisitie heeft tijdens alle dynastieën plaatsgevonden, maar vooral de Qing-dynastie staat erom bekend. Vervolging kon plaatsvinden op basis van iets wat men geschreven had. Dit hoefde slechts een zin te zijn die geïnterpreteerd werd als (symbolische) kritiek op de keizer. Ook kon het zijn dat men een karakter had gebruikt wat niet gebruikt kon worden, omdat het al voorkwam in de naam van een persoon die in hoog aanzien stond, bijvoorbeeld de keizer.